# ニコニコボランティア
ニコニコボランティアとは、ニワンゴが提供するボランティア情報サイトである。2011年3月11日に発生した東日本大震災の復興支援に向けたもので、2011年3月27日よりサービスを開始した。

## 概要
ニコニコ動画の関連サービスの一つだが、ユーザーの投稿機能などはない。全国のボランティアセンターなどから集めたボランティア募集情報を掲載しており、ボランティア活動をしたい場所や滞在できる期間などから情報を絞り込める。

## 機能や特徴
NPOなどからの募集情報は掲載されておらず、情報の数は決して多くはない。代わりに、探しやすいデザインが採用されている。
また、ボランティア活動の際に気をつけるべき事項やチェックリストなどが掲載されており、ボランティア活動に行く人にとっては事前に参考になる情報もまとめられている。